# Сан-Мауро-Кастельверде
Сан-Мауро-Кастельверде (итал. San Mauro Castelverde) — коммуна в Италии, располагается в регионе Сицилия, подчиняется административному центру Палермо.
Население составляет 1737 человека, плотность населения составляет 15 чел./км². Занимает площадь 114 км². Почтовый индекс — 90010. Телефонный код — 0921.
Покровителем населённого пункта считается святой Мавр, празднование 15 января, а также в первый вторник июля, причём празднование начинается в предшествующие вторнику воскресение и понедельник и заканчивается лишь в следующее воскресение.